# IEC 61850

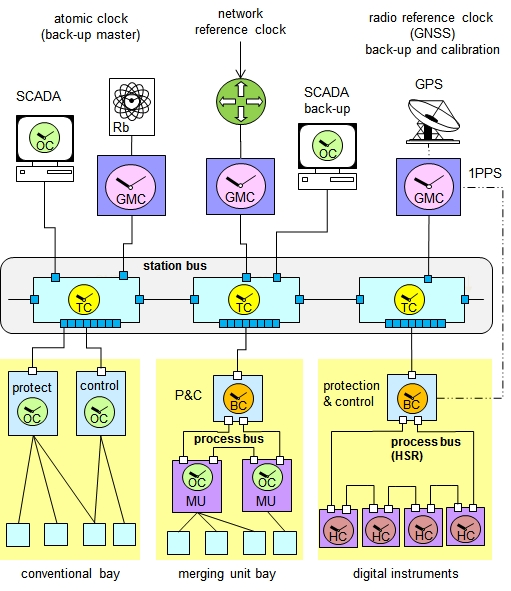
Jerarquia dels rellotges PTP en una subestació elèctrica

IEC 61850 és un estàndard internacional que defineix protocols de comunicació per a dispositius electrònics intel·ligents en subestacions elèctriques. Forma part de l'arquitectura de referència del Comitè Tècnic 57 de la Comissió Electrotècnica Internacional (IEC) per a sistemes d'energia elèctrica. Els models de dades abstractes definits a la norma IEC 61850 es poden assignar a una sèrie de protocols. Els mapes actuals de l'estàndard són MMS (especificació de missatges de fabricació), GOOSE (esdeveniment genèric del sistema orientat a objectes) [vegeu la secció 3, Termes i definicions, terme 3.65 a la pàgina 14 ], SV (valors mostrats) o SMV (mostreig). Mesura els valors), i aviat als serveis web. En la versió anterior de l'estàndard, GOOSE significava "Esdeveniment de subestació orientada a objectes genèric", però aquesta definició antiga encara és molt comuna a la documentació IEC 61850. Aquests protocols es poden executar a través de xarxes TCP/IP o LAN de subestació utilitzant Ethernet commutada d'alta velocitat per obtenir els temps de resposta necessaris per sota dels quatre mil·lisegons per a la retransmissió de protecció.
Documents normalitzats:
La norma IEC 61850 consta de les parts següents:
- IEC TR 61850-1:2013 - Introducció i visió general
- IEC TS 61850-2:2003 - Glossari
- IEC 61850-3:2013 - Requisits generals
- IEC 61850-4:2011 - Gestió de sistemes i projectes
- IEC 61850-5:2013 - Requisits de comunicació per a funcions i models de dispositius
- IEC 61850-6:2009 - Llenguatge de configuració per a la comunicació en subestacions elèctriques relacionades amb IED
- IEC 61850-7-1:2011 - Estructura bàsica de la comunicació - Principis i models
- IEC 61850-7-2:2010 - Estructura bàsica de comunicació - Interfície de servei de comunicació abstracta (ACSI)
- IEC 61850-7-3:2010 - Estructura bàsica de la comunicació - Classes de dades comuns
- IEC 61850-7-4:2010 - Estructura bàsica de comunicació - Classes de nodes lògics compatibles i classes de dades
- IEC 61850-7-410:2012 - Estructura bàsica de comunicació - Centrals hidroelèctriques - Comunicació per al seguiment i control
- IEC 61850-7-420:2009 - Estructura bàsica de comunicació - Nodes lògics de recursos energètics distribuïts
- IEC TR 61850-7-510:2012 - Estructura bàsica de comunicació - Centrals hidroelèctriques - Conceptes i directrius de modelització
- IEC 61850-8-1:2011 - Mapes de serveis de comunicació específics (SCSM) - Asignacions a l'especificació de missatges de fabricació MMS (ISO 9506-1 i ISO 9506-2) i a ISO/IEC 8802-3
- IEC 61850-9-2:2011 - Mapes de serveis de comunicació específics (SCSM) - Valors mostrejats sobre ISO/IEC 8802-3
- IEC/IEEE 61850-9-3 :2016 - Perfil de protocol de temps de precisió per a l'automatització de serveis elèctrics
- IEC 61850-10:2012 - Proves de conformitat
- IEC TS 61850-80-1:2016 - Directriu per intercanviar informació d'un model de dades basat en CDC mitjançant IEC 60870-5-101 o IEC 60870-5-104
- IEC TR 61850-80-3:2015 - Mapeig a protocols web - Requisits i opcions tècniques
- IEC TS 61850-80-4:2016 - Traducció del model d'objectes COSEM (IEC 62056) al model de dades IEC 61850
- IEC TR 61850-90-1:2010 - Ús de IEC 61850 per a la comunicació entre subestacions
- IEC TR 61850-90-2:2016 - Ús de IEC 61850 per a la comunicació entre subestacions i centres de control
- IEC TR 61850-90-3:2016: ús de l'IEC 61850 per al diagnòstic i l'anàlisi de la supervisió de condicions
- IEC TR 61850-90-4:2013 - Directrius d'enginyeria de xarxes
- IEC TR 61850-90-5:2012 - Ús de IEC 61850 per transmetre informació de sincrofasor segons IEEE C37.118
- IEC TR 61850-90-7:2013 - Models d'objectes per a convertidors de potència en sistemes de recursos energètics distribuïts (DER)
- IEC TR 61850-90-8:2016 - Model d'objectes per a la mobilitat elèctrica
- IEC TR 61850-90-12:2015 - Directrius d'enginyeria de xarxes d'àrea àmplia